# Hotchkiss M1914
Hotchkiss M1914 a fost mitraliera standard a armatei franceze în timpul Primului Război Mondial. A fost produsă de compania de arme franceză Hotchkiss et Cie.

## Utilizatori
- Belgia
- Brazilia
- Chile
- Taiwan
- Franța
- Grecia
- Italia
- Japonia
- Mexic
- Norvegia
- Peru
- Polonia
- România
- Spania
- Statele Unite
- Suedia
- Turcia
- Uniunea Sovietică

## Galerie foto

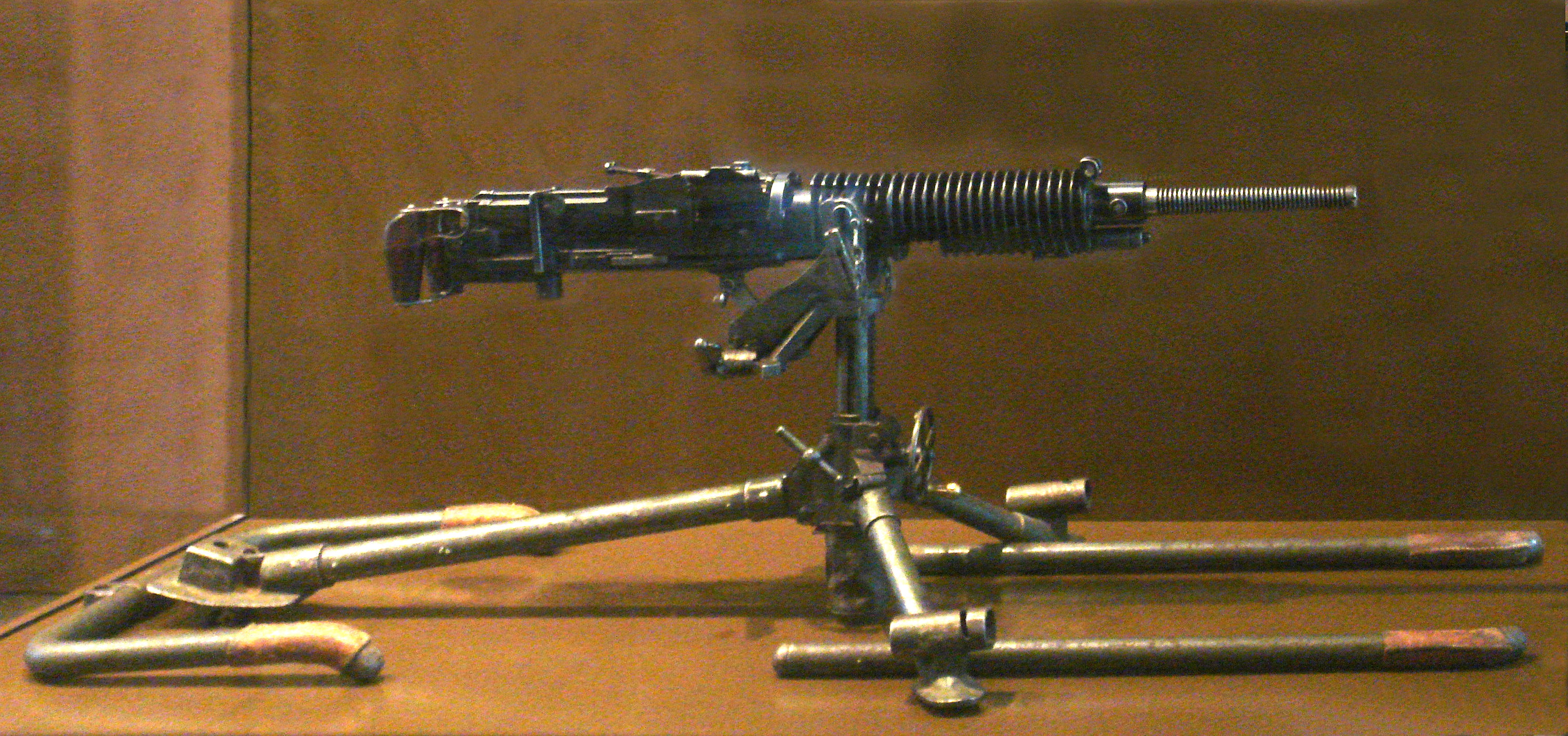
Tipul 3 Taisho japonez
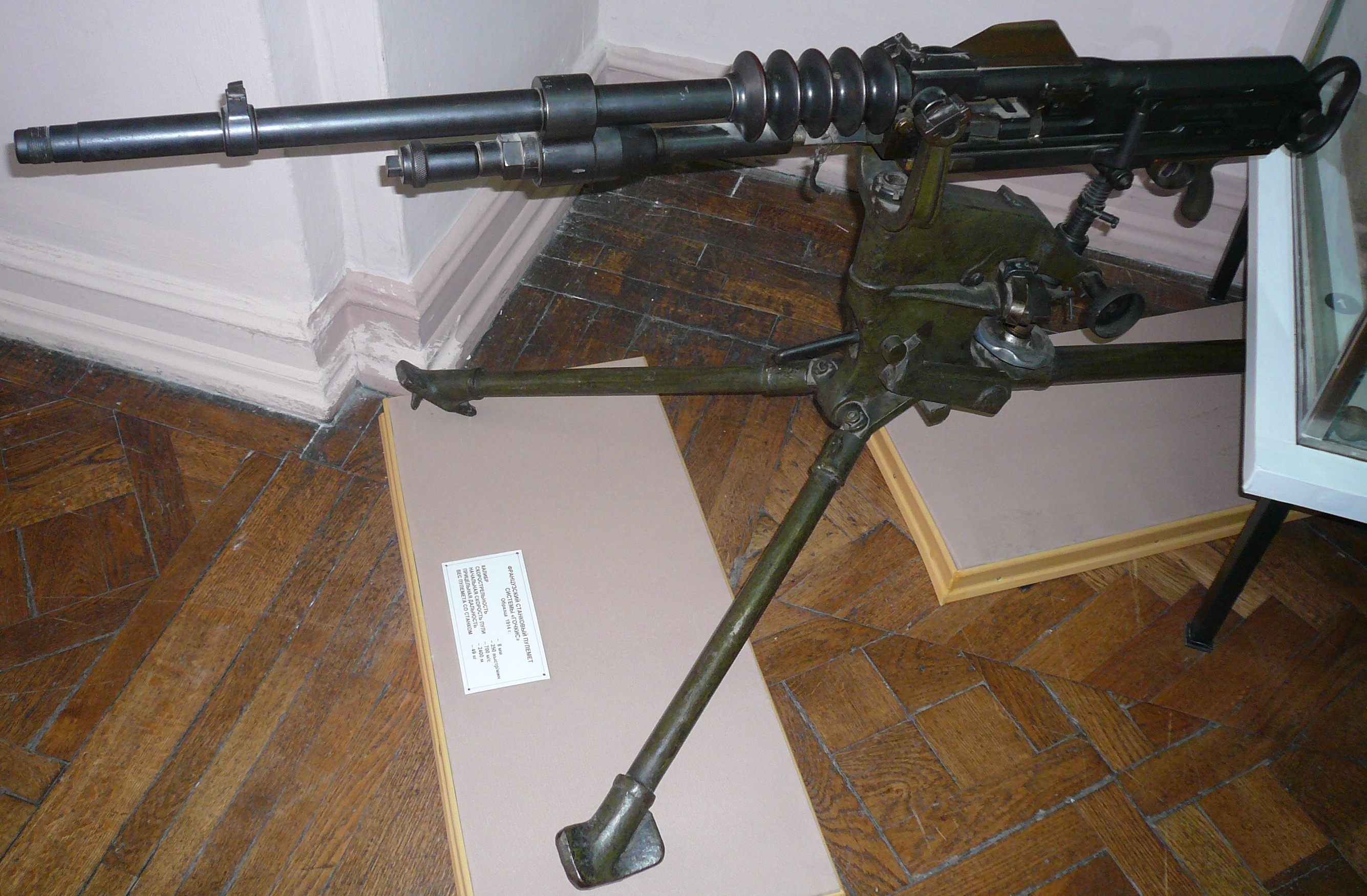
Exemplar
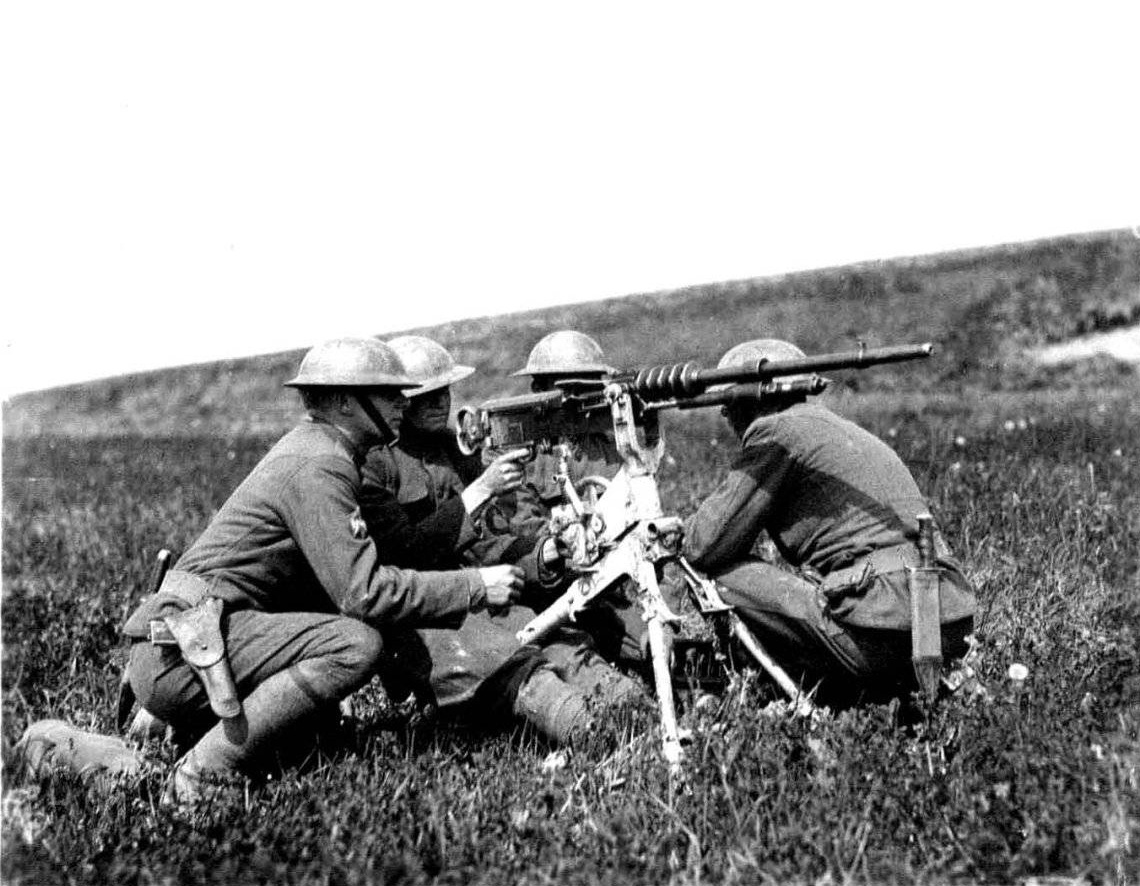
Soldați americani, 1918